# Борівська волость
Борівська волость — історична адміністративно-територіальна одиниця Старобільського повіту Харківської губернії із центром у слободі Борівське.
Станом на 1885 рік складалася з 4 поселень, єдиної сільської громади. Населення — 3972 особи (2018 чоловічої статі та 1954 — жіночої), 521 дворове господарство.
|                     | Площа, десятин | У тому числі орної, дес. |
| ------------------- | -------------- | ------------------------ |
| Сільських громад    | 4677           | 3536                     |
| Приватної власності | 965            | —                        |
| Іншої власності     | 34             | 13                       |
| Загалом             | 5676           | 3549                     |

Поселення волості станом на 1885:
- Борівське — колишня державна слобода при озерах Піщане та Зимове за 62 версти від повітового міста, 2735 осіб, 438 дворових господарств, православна церква, 4 лавки.

Найбільші поселення волості станом на 1914 рік:
- село Борівське — 5732 мешканці.

Старшиною волості був Василь Антипович Хахлов, волосним писарем — Олексій Васильович Фоменко, головою волосного суду — Антон Макарович Воронов.